# To Heart 〜恋して死にたい〜
『to Heart 〜恋して死にたい〜』（トゥハート こいしてしにたい）は、1999年7月2日から9月17日まで毎週金曜日21:00 - 21:54に、TBS系の「金曜9時」枠で放送された日本のテレビドラマ。主演は堂本剛。平均視聴率は15.0%。
テレビゲーム・テレビアニメの『To Heart』とは無関係である。
第5話には堂本光一がカメオ出演している。

## ストーリー
プロボクサーを目指す青年・時枝ユウジ（演・堂本剛）と彼に思いを寄せている少女・三浦透子（演・深田恭子）の純愛を、片思いの切なさを通して描いていく。

## キャスト
時枝 ユウジ（ときえだ ユウジ）〈20〉
演 - 堂本剛（KinKi Kids）
本作の主人公。プロボクサーを目指し大学を中退後、ボクシングジムに所属しながら、花屋でバイトしている。かおりに片思いしており、樫野と破綻したかおりと一晩の関係を持ったこともある。
三浦 透子（みうら とうこ）〈18〉
演 - 深田恭子
デパートに入るクレープ屋でバイトしている。ビデオレンタル店でユウジとビデオを取り違えたことで出会い、ひょんなことからユウジがボクシングをやっていることを知りユウジに片思いする。アニメが好き。
佐倉 かおり（さくら かおり）〈24〉
演 - 原沙知絵
ユウジのアルバイト先の花屋の店長。ユウジを弟のように思っている。後に樫野と破綻し、ユウジと一晩の関係を持ってしまう。
野田 淳子（のだ じゅんこ）〈19〉
演 - 畦地令子
透子が働くデパートのエレベーターガール。人の男を取るのが好き。怪我をしてしまい入院することとなるが、その際に吉井に看病されたことから吉井に片思いするようになる。
沢木 亮介（さわき りょうすけ）〈20〉
演 - 吉沢悠
透子が働くデパートのゲームセンターで働く青年。透子に片思いしている。
小林 広志（こばやし ひろし）〈20〉
演 - 松尾政寿
ユウジの通うジムの同期。
樫野 政樹（かしの まさき）〈27〉
演 - 岡田浩暉
かおりの婚約者で広告関係の仕事をしている。後にかおりと破綻し、大阪へ転勤する。
岡安（おかやす）
演 - 三波豊和
透子のアルバイト先の店長。
山川（やまかわ）
演 - 阿部サダヲ
ジムの先輩。
谷沢ジム会長
演 - 清水章吾
吉井 勝（よしい まさる）〈38〉
演 - 赤井英和
ユウジのコーチ。妻と死別したことでボクシングを引退。

## スタッフ
- 脚本 - 小松江里子
- 演出 - 松原浩、遠藤環、那須田淳
- プロデューサー - 伊藤一尋
- 美術 - 丸谷時茂
- 音楽 - 栗山和樹
- 主題歌 - KinKi Kids「to Heart」（ジャニーズ・エンタテイメント）
- オープニングテーマ - デズリー「ライフ（英語版）」（ソニー・ミュージックエンタテインメント）
- 製作・著作 - TBS

## 受賞歴
- 第22回ザテレビジョンドラマアカデミー賞[1]
  - 主演男優賞（堂本剛）
  - 助演女優賞（深田恭子）

## 放送日程
| 回                                                              | 放送日        | サブタイトル               | 演出     | 視聴率 |
| --------------------------------------------------------------- | ------------- | -------------------------- | -------- | ------ |
| 第1話                                                           | 1999年7月2日  | 恋して死にたい             | 松原浩   | 17.7%  |
| 第2話                                                           | 1999年7月9日  | 愛はパワーだよ             | 松原浩   | 14.6%  |
| 第3話                                                           | 1999年7月16日 | 100分の1のプロポーズ       | 遠藤環   | 13.3%  |
| 第4話                                                           | 1999年7月23日 | 最低な女だな、オマエ       | 遠藤環   | 14.5%  |
| 第5話                                                           | 1999年7月30日 | トーコの意地、女の意地     | 那須田淳 | 13.8%  |
| 第6話                                                           | 1999年8月6日  | 時枝ユウジのためなら死ねる | 松原浩   | 13.5%  |
| 第7話                                                           | 1999年8月13日 | 花火と金魚とトーコの涙     | 遠藤環   | 15.8%  |
| 第8話                                                           | 1999年8月20日 | 台風の夜、ふたりは結ばれる | 遠藤環   | 14.5%  |
| 第9話                                                           | 1999年8月27日 | 隠しきれない嘘             | 那須田淳 | 16.5%  |
| 第10話                                                          | 1999年9月3日  | お前の声だけ聞こえる       | 那須田淳 | 15.3%  |
| 第11話                                                          | 1999年9月10日 | オレ気づいたよ、誰を好きか | 松原浩   | 15.0%  |
| 最終話                                                          | 1999年9月17日 | 恋して生きたい             | 松原浩   | 15.7%  |
| 平均視聴率15.0% ※数字は視聴率（ビデオリサーチ社調べ・関東地区） |               |                            |          |        |